# Подвезите меня
«Подвезите меня» (англ. Pick Me Up) — одиннадцатая серия первого сезона телесериала Мастера ужасов. Впервые серия была показана 20 января 2006 года. Режиссурой серии занимался Ларри Коэн.

## Сюжет
Автобус с пассажирами дальнего рейса ломается по пути своего следования в глуши, где нет людей. В то же время на этой территории орудуют два маньяка, имеющие каждый свой собственный почерк. Один ездит на своём грузовике и складывает жертвы в прицеп, второй передвигается пешком и убивает тех, кто согласился подвезти его. Два маньяка вступают между собой в состязание за жизни заблудших пассажиров.

## В ролях
| Актёр            | Роль              |
| ---------------- | ----------------- |
| Пол Энтони       | Стоуни            |
| Файруза Балк     | Стэйша            |
| Малкольм Кеннард | Дэнни             |
| Уоррен Коул      | Уолкер            |
| Лорен Ландон     | Берди             |
| Майкл Мориарти   | Джим Уилер        |
| Том Пикет        | водитель автобуса |
| Питер Бенсон     | Дьюи              |
| Кристи Марсден   | Мэри              |
| Майкл Эклунд     | кассир            |
| Кристал Лоу      | Лилли             |